# Heterocnephes
Heterocnephes là một chi bướm đêm thuộc họ Crambidae.

## Các loài
- Heterocnephes apicipicta Inoue, 1963
- Heterocnephes delicata Swinhoe, 1917
- Heterocnephes lymphatalis (Swinhoe, 1889)
- Heterocnephes scapulalis Lederer, 1863
- Heterocnephes vicinalis Snellen, 1880